# Kościół w Pargowie
Kościół w Pargowie – kościół, który znajdował się we wsi Pargowo w gminie Kołbaskowo na lewobrzeżu odrzańskim, w powiecie polickim. Obiekt wpisany jest do rejestru zabytków. Spalony podczas II wojny światowej, zachowana ruina została wpisana do rejestru zabytków.

## Historia
Kościół wzmiankowany był po raz pierwszy w 1336 roku. Przypuszczalnie powstał w ostatniej ćwierci XIII wieku. Spłonął podczas działań wojennych w 1945 roku. Po wojnie niezagospodarowany, popadł w ruinę. W kościele zachowały się oryginalne gotyckie okna o wykroju ostrołukowym, z ościeżami przemurowanymi w cegle oraz blendy na szczycie wschodnim, dwie ostrołukowe i jedna kolista.

## Architektura
Był to budowla salowa założona na rzucie prostokąta o wymiarach 17 na 8,7 m, bez wydzielonego prezbiterium i wieży. Kościół wzniesiony został z kwadr granitowych, starannie obrobionych w narożach i portalach. Od strony północnej do kościoła przylega dobudowana w XIV wieku murowana z cegły zakrystia, o wnętrzu nakrytym sklepieniem kolebkowym.
Świątynia posiadała trzy portale. Portal południowy umieszczony został w trójlistnie zakończonej ostrołukowej blendzie. Portal północny ma formę ostrołukową. Portal zachodni natomiast zasłonięty został przez wymurowany pod koniec XIX wieku pomnik nagrobny w formie portyku arkadowego, wkomponowany w ścianę kościoła. Pomnik wykonano z bloków piaskowca. W jego centralnej niszy, ujętej podwójnymi kolumnami korynckimi, znalazł się herb rodziny von Blumennthal. Na pomniku znajdowała się dawniej także tablica z napisem Sei getreu his in der Todt, So will ich Dir die Krone des Lebens geben, Offenb. Jah. 2.10 („Bądź wierny aż do śmierci, a dam ci wieniec życia, Ap, 2,10”).

## Wyposażenie
Na wyposażeniu kościoła był dawniej kielich mszalny wykonany ze złota i srebra z sześciolistkowym obrzeżem, ufundowany w 1696 roku przez Zofię Eleonorę von Wussow. Należący do kościoła w Pargowie dzwon przeniesiono po 1945 roku do kościoła Matki Bożej Różańcowej w Szczecinie.